# Koréra Koré
Koréra Koré è un comune rurale del Mali facente parte del circondario di Nioro du Sahel, nella regione di Kayes.
Il comune è composto da 16 nuclei abitati:
- Bandiougoulambé
- Baniré- Tougouné
- Demba Gadiaba
- Diabaguéla
- Diéwaye
- Gakou
- Hassi
- Kompo
- Koréra Koré
- Koréra Tougouné
- Kourté
- Kréma
- Lakoulé
- Lambagoumbo
- Nématoulaye
- Saniaga